# Constance/ Constantin
Constance/ Constantin (Costanza/ Costanzo) est un conte figurant dans le premier volume – Quatrième Nuit, Première Fable – des Nuits facétieuses, publié en 1550 à Venise sous le nom de Giovanni Francesco Straparola. Conte-nouvelle, le récit contient cependant des éléments relevant sinon du merveilleux, du moins du fantastique.
À la fin du XVIIe siècle, Madame d'Aulnoy s'inspirera du récit de Straparola pour écrire, en français, le conte Belle-Belle ou Le Chevalier Fortuné.

## Résumé
Richard, roi de Thèbes, épouse Valériane, fille du roi Marlian d'Écosse, dans le but de s'assurer une descendance. La reine donne naissance à trois filles : Valence, Dorothée et Spinelle. Le temps passe, et arrive un moment où la reine semble avoir dépassé l'âge d'enfanter et où les princesses ont atteint celui de se marier. Dès lors, Richard partage son royaume entre ces dernières, en trois parties, ne gardant que le territoire tout juste suffisant pour faire vivre dignement son couple et leur cour. Chacune des princesses devient alors l'épouse d'un roi puissant : le roi de Scardone, le roi des Goths et le roi de Scythie.
De façon inattendue naît alors une quatrième fille, Constance. Cette naissance cause du souci à la reine, en raison du partage déjà accompli. Elle veille cependant à ce que la fillette reçoive la meilleure éducation qui soit. Quand elle a douze ans, Constance sait tout ce qu'une jeune fille de sa condition doit savoir, mais a en outre appris à se battre tel un chevalier. Ses parents, qui n'ont plus les moyens de la doter en sorte qu'elle puisse marier un roi à l'instar de ses sœurs, lui suggèrent d'épouser Brunel, fils du marquis de Vivian. Constance, cependant, refuse de s'unir à un homme d'une condition inférieure à la sienne. Elle décide dès lors de partir, et chevauche vers l'aventure. Elle change de nom et se fait appeler Constantin.

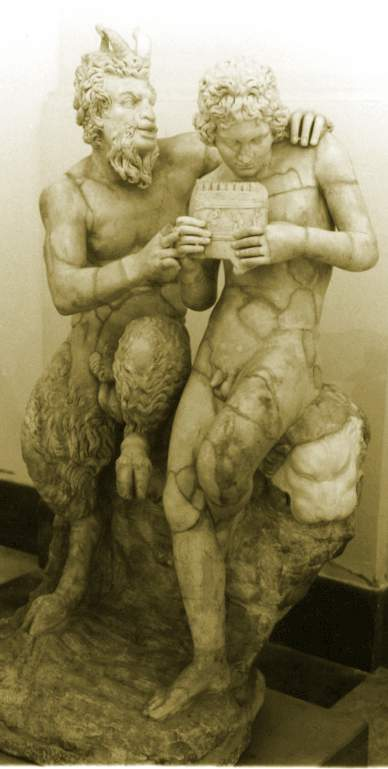
Pan (divinité apparentée aux satyres) et Daphnis, son amant. Copie en marbre d'une sculpture d'Héliodore.

Elle arrive à Constance, ville dont le seigneur est alors le roi de Bettinie Cacus. Séduit par la jeune femme qu'il croit être un jeune homme, le roi prend Constantin à son service. Ce dernier suscite également un intérêt assez marqué de la part de la reine, mais le faux jeune homme, étant donné sa situation, ne peut que décliner poliment ses invitations. Le désir de la reine pour le jeune homme se transforme alors en haine, et elle cherche moyen de lui nuire... Le pays est alors ravagé par des créatures, mi-hommes, mi-bêtes, des satyres :

« [...] Or en ceste province de la Bettinie se trouvoit une espèce d'hommes qui avoyent la moitié du corps, c'est à savoir, le dessus en forme humaine : vray est qu'ilz avoyent les cornes & les aureilles, comme les bestes brutes. Au reste ilz avoyent les piedz peluz comme ceux d'une chevre, aveq un peu de queue entortillée, comme celle d'un porc, & s'appeloyent Satyres : qui endommageoyent grandement les villages, & metairies circonvoisines, aveq les hommes du païs. [...] »

Plus que tout au monde, le roi souhaiterait capturer l'un de ces satyres. La reine lui laisse entendre qu'un serviteur aussi vaillant que Constantin est tout à fait à même de réaliser pareil exploit. Sans plus attendre, le roi confie alors cette mission au « jeune homme », qui l'accepte. Au préalable, Constance/ Constantin demande que soient préparés un très large récipient, du vin et du pain. Arrivé dans la forêt où les créatures sévissent, il remplit le récipient de vin et y jette le pain mis en morceaux, puis il monte dans un arbre. Attirés par l'odeur du vin, les satyres se précipitent pour boire la mixture et ne tardent guère, au pied de l'arbre, à sombrer dans un profond sommeil. Constantin, alors, descend de son poste d'observation et en profite pour attacher solidement l'un des satyres et le charger sur son cheval. Sur le chemin du retour, à l'heure des vêpres, Constantin fait halte avec son prisonnier dans un village proche de la ville, où a lieu un enterrement. Un homme pleure son fils tandis qu'un prêtre chante. Cela déclenche l'hilarité du satyre. Plus loin, ils arrivent près d'une potence où des gens regardent le corps d'un jeune homme fraîchement pendu. Le satyre, de nouveau, se met à rire. Constantin arrive à la ville et est accueilli par la foule qui crie son nom – le satyre rit –, puis il arrive devant le roi, qui est accompagné de la reine et de ses damoiselles, et le prisonnier rit de plus belle.
Le roi fait enfermer le satyre, et le visite souvent, espérant le faire parler. La reine, désolée que son premier plan ait échoué, revient à l'attaque, et dit au roi que Constantin est très bien capable de faire parler la créature. Constantin relève le défi. En présence du roi, il essaye d'abord d'allècher le satyre – qu'il appelle Robin – par de la nourriture, puis il le menace de l'affamer et, pour finir, il lui promet, s'il parle, de lui rendre la liberté. Robin, alors, se décide à répondre aux questions de Constantin, lequel lui demande d'abord pourquoi il riait lors des funérailles. Le satyre explique qu'il riait parce que celui qui pleurait n'était pas le vrai père du défunt, mais que le vrai père c'était le prêtre qui, lui, chantait. Constantin demande à Robin pourquoi il riait près du pendu, et il lui répond qu'il riait car la foule qui regardait la potence était pleine de gens qui escroquaient bien plus d'argent que le pauvre condamné. Constantin lui demande ensuite pourquoi il riait au moment de leur arrivée au palais, mais le satyre refuse d'en dire plus le jour-même et donne rendez-vous à Constantin et au roi le lendemain pour la réponse.
Vient le lendemain, et le satyre explique qu'il s'amusait parce que la foule les accueillait en criant « Constantin » alors que le vrai nom est « Constance », puis parce que le roi pensait que les damoiselles de la reine étaient des femmes, alors que la plupart d'entre elles sont en réalité des hommes déguisés. Sur ce, Constance explique que ce que le satyre a dit à son sujet est la vérité. Le roi, s'étant rendu compte que le satyre a également dit vrai en ce qui concerne les « damoiselles » de sa femme, ordonne de mener au bûcher la reine traîtresse et ses mignons. Il épouse ensuite Constance, restée fidèle. Les parents et les sœurs de cette dernière sont avertis de ce mariage fort honorable, et Constance vit longtemps et heureuse avec Cacus, un roi, selon ses vœux.

## Belle-Belle ou Le Chevalier Fortuné (version deMmed'Aulnoy)
À la fin du XVIIe siècle, Madame d'Aulnoy, inspirée par le texte de Straparola, en donnera une version très remodelée.

## Classification
Dans la classification des contes-types d'Aarne et Thompson, Constance/ Constantin est rangé dans les contes de type AT 884A, « Une fille déguisée en homme est courtisée par la reine ». Un autre conte de ce type est Six à qui rien ne résiste (KHM 71), recueilli par les frères Grimm.

## Commentaire
[...]

## Sources et bibliographie

### Texte en ligne
- (fr) Les Facecieuses Nuictz du Seigneur Jan François Straparole, trad. Jean Louveau, Guillaume Rouille, Lyon, 1560. Voir « Quatrieme Nuict, Fable premiere », p. 223-243. – En ligne sur Google Books. – Commentaire général sur l'ouvrage : Ne contient en fait que les cinq premières Nuits ; certaines libertés sont prises avec la traduction, plusieurs récits se trouvant même remplacés par d'autres, de l'Allemand Bebel.
- (it) Giovanni Francesco Straparola, Le piacevoli notti, Libro primo, Notte quarta, Favola I. – sur intratext.com.
- (fr) « Belle-Belle ou Le Chevalier fortuné », dans Comtesse d'Aulnoy, Nouveau Cabinet des fées, 5 : La Suite des "Fées à la mode", Slatkine, Genève, 1785, p. 1-78. – En ligne sur Gallica.

### Études
- (fr) Dominique Bertrand, « L'Excès des rires : Écriture facétieuse et parole satyrique chez Straparola : À propos de la fable I du Livre IV des "Piacevoli Notti" », dans Dérision et démythification dans la culture italienne : Actes du colloque des 8-9 novembre 2001 à l'Université Lyon III, CERCLI, Saint-Étienne, 2003  (ISBN 2-86272-276-6), p. 163-178.
- (fr) François Delpech, « Essai d'identification d'un type de conte. Première partie. Le sauvage et la fille travestie », dans Mélanges de la Casa de Velázquez, vol. 20 (1984), p. 285-312. – Sur le site Persée.